# Lost Horizon
Lost Horizon je švedski power metal sastav. Osnovan je 1998. godine. Basist ovog sastava Cosmic Antagonist objašnjava značenje imena Lost Horizon, kao težnju za vraćanjem izvorne scene heavy metala osamdesetih. Svi članovi sastava nastupaju pod pseudonimima, iako uz njih objavljuju i svoja prava imena. Tekstopisac, gitarist i autor glazbe Lost Horizona Wojtek Lisicki, porijeklom iz Poljske, sudjelovao je i u radu nekih death metal-sastava.

## Povijest
Sastav je nastao krajem devedesetih od članova bivšeg demosastava Highlander. Članovi ove skupine bili su između ostalih i bivši članovi Hammerfalla, Stefan Elmgren i Patrik Rafling, kao i njihov sadašnji pjevač Joacim Cans.
Sastavu tada mijenjaju ime u "Lost Horizon." 
Pod novim imenom i s novim pjevačem Danielom Heimanom, objavljuju prvi nosač zvuka Awakening the World.  Album je bio iznimno dobro primljen. 
Skupini se nakon rasprodanog prvog albuma i koncertnih nastupa, pridružuju klavijaturist Perspicacious Protector (Attila Publik) i gitarist Fredrik Olsson. Sljedeći album izlazi 2003., s manjim odstupanjima u zvuku u odnosu na debitantski album. 
2004. iz sastava odlaze pjevač Daniel Heiman i gitarist Fredrik Olsson koji su potom osnovali sastav Heed. Sastav je otada neaktivan, da bi 2008. glazbenici ovog sastava započeli rad na novom albumu.
Trenutno traže novog pjevača. Isječci triju pjesama objavljeni su na njihovoj službenoj web stranici. Novi album namjeravaju objaviti samostalno, bez sklapanja ugovora s izdavačkom kućom.

## Diskografija
Studijski albumi
- Awakening the World           (2001.)
- A Flame to the Ground Beneath (2003.)

## Vanjske poveznice
- Muzika.hr  Arhivirana inačica izvorne stranice od 7. lipnja 2009. (Wayback Machine)